# Jalout
Jalout (en arabe جالوت) est le nom d'un personnage coranique correspondant au personnage biblique de Goliath. Il apparaît à trois reprises  dans un épisode contenu dans les versets 247 à 251 de la deuxième sourate dite  « La vache » (« Al-Baqarah »).

## Dans le Coran
Racontant comment le roi des enfants d’Israël Saül et ses troupes combattent le géant Jalout et sa redoutable armée, il rapporte l'intervention décisive de Daoud (David) qui terrasse l'ennemi des israélites.
Le récit coranique est un mélange de deux passages de l'Ancien Testament tirés du Livre des Prophètes : celui du combat entre David et Goliath raconté dans le premier Livre de Samuel et celui du septième chapitre du Livre des Juges qui raconte l'expédition menée par Gédéon contre Madian, le Coran substituant Saül à Gédéon.

## Interprétations et traditions
Si le récit coranique est sobre, les traditions ont créé une « vision romancée » de la mort de Goliath évoqué au verset 251. Ces ajouts proviennent, en particulier, de la littérature juive. L'origine de ce développement narratif est, pour la recherche, Wahb ibn Munabbih, un juif yéménite converti à l'islam, mort vers 830. L'histoire de Daoud et Jalout constitue le plus ancien récit du genre attesté dans la culture arabe, présente sur le plus ancien manuscrit arabe littéraire conservé, daté de 844.  
La tradition musulmane personnifie dans le géant l'archétype de l'ennemi des Bani Israïl et présente Jalout comme roi des Amalécites, membre des tribus ʿĀd ou des Thamud ou encore comme un Berbère.